# ATP Challenger Fairfield
Das ATP Challenger Fairfield (offizieller Name: Northbay Healthcare Men’s Pro Championship) ist ein Tennisturnier in Fairfield, das 2015 zum ersten Mal ausgetragen wurde. Es ist Teil der ATP Challenger Tour und wird auf Hartplatz ausgetragen.

## Liste der Sieger

### Einzel
| Jahr                         | Sieger                | Finalgegner         | Ergebnis      |
| ---------------------------- | --------------------- | ------------------- | ------------- |
| 2024                         | Learner Tien          | Bernard Tomic       | 6:0, 6:1      |
| 2023                         | Zachary Svajda        | Nishesh Basavareddy | 6:4, 6:1      |
| 2022                         | Michael Mmoh          | Gabriel Diallo      | 6:3, 6:2      |
| 2020–2021: nicht ausgetragen |                       |                     |               |
| 2019                         | Christopher O’Connell | Steve Johnson       | 6:4, 6:4      |
| 2018                         | Björn Fratangelo      | Alex Bolt           | 6:4, 6:3      |
| 2017                         | Mackenzie McDonald    | Bradley Klahn       | 6:4, 6:2      |
| 2016                         | Santiago Giraldo      | Quentin Halys       | 4:6, 6:4, 6:2 |
| 2015                         | Taylor Fritz          | Dustin Brown        | 6:3, 6:4      |

### Doppel
| Jahr                         | Sieger                                 | Finalgegner                                    | Ergebnis          |
| ---------------------------- | -------------------------------------- | ---------------------------------------------- | ----------------- |
| 2024                         | Ryan Seggerman Patrik Trhac            | Gabi Adrian Boitan Bruno Kuzuhara              | 6:2, 3:6, [10:5]  |
| 2023                         | Evan King Reese Stalder                | Vasil Kirkov Denis Kudla                       | 7:5, 6:3          |
| 2022                         | Julian Cash Henry Patten               | Anirudh Chandrasekar N. Vijay Sundar Prashanth | 6:3, 6:1          |
| 2020–2021: nicht ausgetragen |                                        |                                                |                   |
| 2019                         | Darian King Peter Polansky             | André Göransson Sem Verbeek                    | 6:4, 3:6, [12:10] |
| 2018                         | Sanchai Ratiwatana Christopher Rungkat | Harri Heliövaara Henri Laaksonen               | 6:0, 7:69         |
| 2017                         | Luke Bambridge David O’Hare            | Akram El Sallaly Bernardo Oliveira             | 6:4, 6:2          |
| 2016                         | Brian Baker Mackenzie McDonald         | Sekou Bangoura Eric Quigley                    | 6:3, 6:4          |
| 2015                         | Johan Brunström Frederik Nielsen       | Carsten Ball Dustin Brown                      | 6:3, 5:7, [10:5]  |